# Deudorix dieden
Deudorix dieden är en fjärilsart som beskrevs av Karsch 1900. Deudorix dieden ingår i släktet Deudorix och familjen juvelvingar. Inga underarter finns listade i Catalogue of Life.